# 소프트 로보틱스

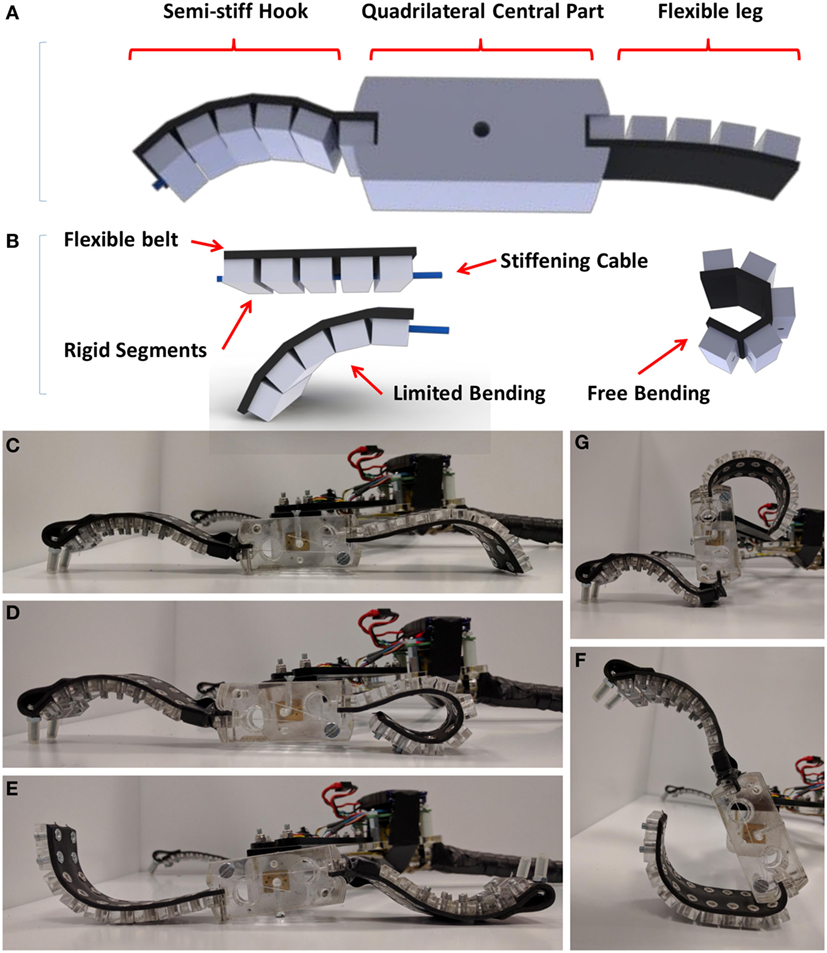
소프트 다리 바퀴 기반 로봇.

소프트 로보틱스(Soft robotics)는 생물에서 발견되는 것과 비슷한, 강성이 높은 물질로 로봇을 구성하는 것과 관련한 로봇공학의 하위 분야이다.
소프트 로보틱스는 생물이 주변 환경에 움직여 순응하는 방법에 착안한다. 고체 물질로 만들어진 로봇과 달리 소프트 로봇은 태스크 달성을 위해 상당한 유연성과 순응성을 가능케 하며 인간 주변에서 작업을 할 때 개선된 안전성을 보여준다. 이러한 특징들로 인해 의학, 제조 분야에서 잠재적인 이용을 가능케 한다.

## 같이 보기
- 생체공학
- 바이오센서